# Clube Futebol União Madeira
Clube Futebol União Madeira Funchal  je portugalski nogometni klub iz gradića Funchala iz autonomne pokrajine Madeire. Klub je utemeljen 1913. godine. U sezoni 2019./20. klub igra u Campeonato de Portugal (3. rang), u Serie A.

## Klupski uspjesi
U sezoni 2005./06., momčad je osvojila 2ª divisão B, série A.
Sudjelovao je i u Segunda Ligi koncem 1990-ih.

## Vanjske poveznice
- Službene stranice  Arhivirana inačica izvorne stranice od 19. veljače 2017. (Wayback Machine)